# 八幡古表神社
八幡古表神社（はちまんこひょうじんじゃ）とは、福岡県築上郡吉富町にある神社。

## 概要
山国川河口の西岸、吹出浜（ふきではま）に鎮座している。川を渡って東方にある大分県中津市伊藤田の古要神社（こようじんじゃ）とは姉妹社で、共に宇佐八幡宮の末社であり、国指定重要無形文化財である傀儡子による舞と相撲「細男舞・神相撲 (くわしおのまい・かみずもう)」を継承している。

## 祭神
- 息長帯比売命
- 虚空津比売命